# ウメ星デンカ
『ウメ星デンカ』（ウメぼしデンカ）は、藤子不二雄名義で発表されたギャグ漫画・SF漫画、また同作を原作としたアニメ作品。1968年から1970年まで雑誌連載、1969年にテレビアニメ化され、1994年に劇場アニメ化された。
藤子不二雄の1人、藤本弘（のちの藤子・F・不二雄）の単独執筆作品。「デンカ」は作品内の主人公の名称である。

## 概要
故郷のウメ星が爆発してしまったため地球に逃れてきたウメ星国の王室一家が、地球の平凡な一家に居候するギャグ漫画。
前作『21エモン』が、非日常世界（未来）における日常物語というコンセプトで描いたものの、当時の読者の反応が今一つだったことから、再び「日常に入り込んだ異分子」というコンセプトに立ち戻って描かれた作品。藤本の原点に立ち帰った作品だが、テレビアニメ化以外は特に際だった展開にならず人気も今ひとつで終了する。しかし、デンカ一家が乗って来た壷型宇宙船から様々な道具が出てくるというアイディアは、本作の後を受けてスタートした『ドラえもん』の「四次元ポケット」へ活かされている。王室という素材を扱い、しかも小市民宅の二階で祖国復興のために内職にいそしむという極端な設定を用いながらも、風刺よりはおおらかな笑いにつつまれ、藤本作品の中でも一際牧歌的な作品となっている。
本作に登場するロボット・ゴンスケは、『21エモン』のメイン・キャラクターを務めたが、本作でもまたメイン・キャラクターとして登場。藤子作品においては小池さんや神成さんなど複数作品に登場したサブ・キャラクターは幾人かが見受けられるが、メイン・キャラクターが異なる作品にまたがってレギュラー登場した唯一の例である。ただし『21エモン』登場時に比べ、性格・能力がパワーアップされている。
デンカは後に『ドラえもん』（32巻「なんでも空港」）や『チンプイ』にも登場している。
1968年から1970年まで小学館の学習雑誌の『小学一年生』-『小学四年生』・『よいこ』・『幼稚園』に連載、1969年に『週刊少年サンデー』に連載。『月刊絵本』1969年2月号、6月号にも掲載。藤本が『モジャ公』と『ドラえもん』の新連載で多忙になったため、『ドラえもん』と連載期間が重なる回（『小学一年生』『小学二年生』『小学三年生』連載分の合計7本。最終回話2本を含む）の作画を、友人のしのだひでおが担当している（藤本が原稿用紙にラフな人物配置とネームを書き、しのだが下描きとペン入れを行った）。初期の単行本ではしのだ版最終回が使用されたが、のちの小学館コロコロ文庫版では藤本の筆による最終回のみ収録、藤子・F・不二雄大全集版ではしのだ版と藤本版両方の最終回が収録されている。
1969年にはTBS系でアニメ化、1994年には映画『ドラえもん のび太と夢幻三剣士』の併映作として『宇宙の果てからパンパロパン!』が製作された。前年の1993年には再テレビアニメ化の企画が持ち上がり、パイロットフィルムも制作され、同年12月31日放送の『大晦日だよ! ドラえもん』にもデンカがゲスト出演したが、『クレヨンしんちゃん』の放送延長により、結局実現には至らなかった。
それから4年後の1998年10月11日、『ドラえもん』のTV放送20周年&映画20周年を記念した特番『秋だ一番! ドラえもん TV&映画20周年!! スーパースペシャル』で、歴代の藤子・F・不二雄アニメキャラと共に、デンカがゲスト出演した（ただし台詞無し）。
2017年には藤子・F・不二雄ミュージアムにて、期間限定の新作アニメーションが公開された。
1996年に香港でも『酸梅星王子』というタイトルで発行された。

## キャラクター

### ウメ星人
デンカ
ウメ星王国の王子で、地球で出会った太郎と仲良くなり、居候する。ウメ星王家の中ではしっかり者の方でわりかし地球に順応してるが、やはり（地球の）世間知らずな部分も多い。
彼を始めとしたウメ星人は「スッパッパ」といった呪文で念力の様な超能力が使え、科学力も地球よりはるかに進んでいる。
タイトルにもあるように一応彼が主人公だが、王様やゴンスケたちの方が出番が多い。
ウメ星国王
ウメ星の王様。温厚でお人好しなウメ星人の中でも輪にかけてお人好しな性格で、人を疑うということを知らない。また酷くおとぼけな所があり、この漫画の実質的なボケ役。
ウメ星国民のため祖国復興を願いつつ、中村家に居候しており、和服を身に着けている。セリフの語尾は「〜ぞよ」。感激すると安直に他人に勲章を授けたがる癖がある。
ウメ星国王妃
ウメ星のお妃様。語尾は「〜まする」。王様と同じく温厚で優しい性格だが、酷い世間知らず。
ベニショーガ
侍従。ウメ星王家への忠義に厚い忠臣だが、頑固者でおせっかい焼き。直情型ですぐカッとなり、国王やデンカへの諫言も辞さないが、失敗するとすぐ切腹しようとする。語尾は「〜でござる」。
ナラ子
ベニショーガの娘。ウメ星爆発後はプロキシマに逃れていたが、父に会うため地球へ来る。ボーイッシュな性格で、ゴンスケに匹敵する乱暴者。
ラッキョ大臣
ウメ星の大臣。
フクジン将軍
ウメ星の将軍。

### 地球人
中村太郎
東京都在住の小学生。成績は中ぐらい。お人好しだがお調子者なところもある。常にウメ星一家に振り回される。
太郎の父
平凡なサラリーマン。自宅に勝手に居座ろうとしたウメ星王家を追い出そうとするが、事情を知って居候を許可する。
太郎の母
平凡な主婦。ウメ星王家の非常識と大食いぶりには頭を悩ませている。
フグ田
太郎のクラスメート。ガキ大将。
サンカク
太郎のクラスメート。フグ田の子分。
みよちゃん
太郎のクラスメート。ゴンスケから好かれているが、ゴンスケからのアプローチで酷い目に合うこともしばしば。

### その他
ゴンスケ
ベニショーガが購入したお手伝いロボット。怪力で粗暴だが数学に強く、愛読書は電話帳。
ウメ星復興資金とは全く関係なく個人的に金儲けに勤しんでおり、商才があるのかウメ星王家よりはるかに金を溜め込んでいる。

## 雑誌連載
- めばえ 1968年10月号 - 　松下ちよし
- よいこ  1968年10月号 - 1969年12月号　藤子不二雄
- 小学館の幼稚園 1968年10月号 - 1969年12月号　藤子不二雄
- 小学一年生 1968年9月号 - 1970年2月号　藤子不二雄（しのだひでおが一部の回の作画を担当）
- 小学二年生 1968年9月号 - 1970年3月号　藤子不二雄（しのだひでおが一部の回の作画を担当）
- 小学三年生 1968年9月号 - 1970年2月号　藤子不二雄（しのだひでおが一部の回の作画を担当）
- 小学四年生 1968年9月号 - 1969年12月号　藤子不二雄
- 小学五年生「ウメ星デンカのサイエンス･ルーム」、「ウメ星デンカの発明室」などを連載
- 小学六年生「ウメ星デンカの英語クラブ」を1968年10月号から1969年7月号に連載
- 週刊少年サンデー 1969年7号 - 35号

## コミックス
虫プロ商事・虫コミックス『ウメ星デンカ』（全3巻、絶版）
最初の単行本化だが傑作選となっている。大体は作品発表順の収録順。
小学館・てんとう虫コミックス『ウメ星デンカ』（全3巻、絶版）
小学館から再刊行された傑作選シリーズ。初期版では、前述のしのだひでおによる最終回「別れはつらいよ」が収録され、1994年に発行された後期版では藤本執筆による最終回「ウメ星再建」が収録された。また、初期版と後期版ではカバーデザインが異なる。
中央公論社・藤子不二雄ランド『ウメ星デンカ』（全5巻、絶版）
中央公論社の藤子不二雄全集での出版。発売期間が比較的短く、かつ収録作品は（2011年以前の段階で）最多という条件が重なっていることから、現在では入手がやや困難となっている。
小学館・小学館コロコロ文庫『ウメ星デンカ』（全2巻、絶版）
てんとう虫コミックス版をベースにしているが、差別描写があるエピソードが未収録となった。また、作者の没後に発行されたのにもかかわらず、作者以外の第三者の手によって書き換えられたコマがある。
小学館・ぴっかぴかコミックス『ウメ星デンカ』（全2巻、絶版）
『藤子・F・不二雄こどもまんが名作集』として2006年発行。一部カラー版で、単行本未収録作品を中心に収録。
小学館・藤子・F・不二雄大全集『ウメ星デンカ』（全4巻）
『藤子・F・不二雄大全集』として2011年から発行中。発表されたすべての作品を収録（「別れはつらいよ」を含むしのだ作画分も収録されている）。
小学館・てんとう虫コミックス『ウメ星デンカ』（全3巻）
小学館から再刊行された新装版、「藤子・F・不二雄大全集」と同じ高画質の原画スキャンデータを使用。2018年から発行中。

## テレビアニメ版

### 解説
1969年4月1日から同年9月23日まで、TBS系列（ネットチェンジ前のため関西地区はABC）で毎週火曜18時 - 18時30分に放送された｡15分2話、全26回（全52話）。
放送当時はテレビのカラー化が進んでいたにもかかわらず、予算の都合でモノクロ作品として制作された。2016年1月6日にDVD-BOXが期間限定で発売（詳細は後述）。
2014年夏、杉並アニメーションミュージアムにて当時開催された「アニメ制作会社スタジオゼロ展」と関連して、第3話Aパート｢デンカは強いぞの巻」が館内シアターで上映された。

### 声の出演
- デンカ：杉山佳寿子
- 中村太郎：松島みのり
- ウメ星国王：田の中勇
- ウメ星王妃：菅谷政子
- ベニショーガ：大竹宏
- ゴンスケ：毒蝮三太夫
- 河合みよ子：貴家堂子
- サンカク：沢田和子
- フグ田：兼本新吾
- 太郎の父：藤本譲
- 太郎の母：北浜晴子
- フクジン大臣：雨森雅司

### スタッフ
- 原作：藤子不二雄（現：藤子・F・不二雄）
- 演出：鈴木伸一、秦泉寺博、石黒昇 他
- 作画：秦泉寺博、甲藤征史、角田隆、富永貞義、田中正史 他
- 録音監督：山崎宏
- 音楽：林一
- 制作協力：Aプロダクション、博報堂
- 製作：東京ムービー、スタジオ・ゼロ

### 主題歌・挿入歌
オープニング・エンディング「ウメ星デンカがこんにちは」
作詞 - 藤子不二雄 / 作曲 - 鈴木邦彦 / 歌 - 石川進、杉山佳寿子
挿入歌「ウメ星マーチ」
作詞 - 藤子不二雄 / 作曲 - 鈴木邦彦 / 編曲 - 林一 / 歌 - 石川進、杉山佳寿子、田の中勇、菅谷政子、大竹宏
これらの曲は、『昭和キッズTVシングルスVol.3』、『テレビまんが主題歌のあゆみ』等のCDに収録されている。また「ウメ星デンカの子守唄」「ウメ星国歌」（「ウメ星国の歌」）という曲も存在し、この2曲は学習誌『小学一年生』1969年6月号の付録ソノシートで発表されたのみでCD化されていなかったが、2024年9月25日発売のCD-BOX『藤子・F・不二雄生誕 90 周年記念 藤子・F・不二雄 MUSIC HISTORY』で「ウメ星国の歌」が初CD化された。
エンディング映像には、DVD-BOX収録の映像とは別テイクのものが存在する。通常のエンディングではベニショーガが登場するが別テイクでは登場せず、また、エンディング終盤のデンカによるナレーション「じゃ、また来週「ウメ星デンカ」を見てね！パンパロパン！」が別テイクでは「じゃ、来週も見てね！パンパロパン！」となっている。LD・VHS『東京ムービーアニメ主題歌大全集 第1巻』およびDVD『トムス・エンタテインメントTV主題歌大全集 VOL.1』には、別テイクのものがノンテロップ版で収録されている。
放送当時、不二家から発売された本作とタイアップしたお菓子のCMソングには、主題歌とは異なり小林亜星がCM用に新たに作曲した曲が使われており、後に『小林亜星CMソングアンソロジー』に収録されている。

### 各話リスト
| 放送日        | 回数 | サブタイトル                 | 脚本       | 制作           |
| ------------- | ---- | ---------------------------- | ---------- | -------------- |
| 1969年 4月1日 | 1    | ウメ星デンカがこんにちわの巻 | (不明)     | スタジオ・ゼロ |
| 1969年 4月1日 | 1    | ウメ星きねん日の巻           | (不明)     | スタジオ・ゼロ |
| 4月8日        | 2    | でんかのおるすばんの巻       | 若林一郎   | 東京ムービー   |
| 4月8日        | 2    | とびだすカメラの巻           | 若林一郎   | 東京ムービー   |
| 4月15日       | 3    | デンカくんは強いぞの巻       | (不明)     | スタジオ・ゼロ |
| 4月15日       | 3    | デンカもはたらくよの巻       | (不明)     | スタジオ・ゼロ |
| 4月22日       | 4    | ハイキングはたのしいなの巻   | 松元力     | 東京ムービー   |
| 4月22日       | 4    | 王さまガードマンの巻         | 松元力     | 東京ムービー   |
| 4月29日       | 5    | ベニショーガでござるの巻     | (不明)     | スタジオ・ゼロ |
| 4月29日       | 5    | ウメ星大せんそうの巻         | (不明)     | スタジオ・ゼロ |
| 5月6日        | 6    | 勉強はきらいの巻             | 若林一郎   | 東京ムービー   |
| 5月6日        | 6    | 国を買っちゃうぞよの巻       | 若林一郎   | 東京ムービー   |
| 5月13日       | 7    | 王さまのたんじょう日の巻     | (不明)     | スタジオ・ゼロ |
| 5月13日       | 7    | おせっかいなベニショーガの巻 | (不明)     | スタジオ・ゼロ |
| 5月20日       | 8    | 王さまがおこったよの巻       | 若林一郎   | 東京ムービー   |
| 5月20日       | 8    | 犬とねこがしゃべったよの巻   | 若林一郎   | 東京ムービー   |
| 5月27日       | 9    | いたずらかがみの巻           | (不明)     | スタジオ・ゼロ |
| 5月27日       | 9    | お城をもらったぞよの巻       | (不明)     | スタジオ・ゼロ |
| 6月3日        | 10   | くん章あげるぞよの巻         | 若林一郎   | 東京ムービー   |
| 6月3日        | 10   | 王さまのひっこしの巻         | 若林一郎   | 東京ムービー   |
| 6月10日       | 11   | あるく時計の巻               | (不明)     | スタジオ・ゼロ |
| 6月10日       | 11   | おりがみゆうえんちの巻       | (不明)     | スタジオ・ゼロ |
| 6月17日       | 12   | ウメ星よい国の巻             | 若林一郎   | 東京ムービー   |
| 6月17日       | 12   | まほうのつえの巻             | 若林一郎   | 東京ムービー   |
| 6月24日       | 13   | へんな女の子の巻             | (不明)     | スタジオ・ゼロ |
| 6月24日       | 13   | へそまがりナラ子ちゃんの巻   | (不明)     | スタジオ・ゼロ |
| 7月1日        | 14   | お金のなる木の巻             | 若林一郎   | 東京ムービー   |
| 7月1日        | 14   | つぼごとぬすまれたの巻       | 若林一郎   | 東京ムービー   |
| 7月8日        | 15   | おへそをかくせの巻           | (不明)     | スタジオ・ゼロ |
| 7月8日        | 15   | ナラ子ちゃんのおみやげの巻   | (不明)     | スタジオ・ゼロ |
| 7月15日       | 16   | ふしぎなキカイの巻           | 新沼孝夫   | 東京ムービー   |
| 7月15日       | 16   | 5人でおるす番の巻            | 久貴于賀子 | 東京ムービー   |
| 7月22日       | 17   | 無人島のひみつの巻           | (不明)     | スタジオ・ゼロ |
| 7月22日       | 17   | おらぁゴンスケだの巻         | (不明)     | スタジオ・ゼロ |
| 7月29日       | 18   | 火星人が来たぞの巻           | 若林一郎   | 東京ムービー   |
| 7月29日       | 18   | 手品の先生の巻               | 久貴于賀子 | 東京ムービー   |
| 8月5日        | 19   | モーレツゴンスケの巻         | (不明)     | スタジオ・ゼロ |
| 8月5日        | 19   | デンカと海とゴンスケの巻     | (不明)     | スタジオ・ゼロ |
| 8月12日       | 20   | プールでおせんたくの巻       | 若林一郎   | 東京ムービー   |
| 8月12日       | 20   | こわーいおばけの巻           | 若林一郎   | 東京ムービー   |
| 8月19日       | 21   | ゴンスケ部隊出動の巻         | (不明)     | スタジオ・ゼロ |
| 8月19日       | 21   | ゴンスケと花火の巻           | (不明)     | スタジオ・ゼロ |
| 8月26日       | 22   | おみこしワッショイの巻       | 久貴于賀子 | 東京ムービー   |
| 8月26日       | 22   | しゅくだいはたいへんだの巻   | 久貴于賀子 | 東京ムービー   |
| 9月2日        | 23   | ゴンスケ ナラ子対決の巻      | (不明)     | スタジオ・ゼロ |
| 9月2日        | 23   | ゴンスケ・デンカ学校作戦の巻 | (不明)     | スタジオ・ゼロ |
| 9月9日        | 24   | ふたりの王さまの巻           | 久貴于賀子 | 東京ムービー   |
| 9月9日        | 24   | スッパラ祭りの巻             | 中野健次   | 東京ムービー   |
| 9月16日       | 25   | ふたりの季節の巻             | 久貴于賀子 | スタジオ・ゼロ |
| 9月16日       | 25   | ゴンスケ改造の巻             | 若林一郎   | スタジオ・ゼロ |
| 9月23日       | 26   | ケチンボ大臣の巻             | 田村多津夫 | 東京ムービー   |
| 9月23日       | 26   | ケチケチ大作戦の巻           | 田村多津夫 | 東京ムービー   |

### 放送局
- TBS：火曜 18:00 - 18:30
- 青森放送：火曜 18:00 - 18:30[2]
- 岩手放送：火曜 18:00 - 18:30[2]
- 山形放送：火曜 17:30 - 18:00[3]
- 東北放送：火曜 18:00 - 18:30[4]
- 福島テレビ：水曜 18:15 - 18:45 → 水曜 18:00 - 18:30（最終回のみ）[5]
- 新潟放送：火曜 18:00 - 18:30（1969年4月1日から9月16日まで）[4][6]
- 北陸放送：火曜 18:00 - 18:30（1969年4月1日から9月16日まで）[7][6]
- 福井放送：火曜 18:00 - 18:30[8]
- 中部日本放送：火曜 18:00 - 18:30（1969年4月1日から9月16日まで）[6]

### ビデオソフト化
- 1999年6月25日にビームエンタテインメント発売されたLD・VHS『東京ムービーアニメ主題歌大全集』第1巻に、歴代東京ムービー作品と共に本作のオープニングとエンディング（エンディングは別テイク・ノンテロップ版）が収録された。
- 2015年3月13日に東映ビデオから発売されたDVD『トムス・エンタテインメントTV主題歌大全集』VOL.1に本作のオープニングとエンディング（映像は『東京ムービーアニメ主題歌大全集』収録のものと同じもの）が収録された。
- 2016年1月6日に東映ビデオから全話を収録したDVD-BOXが発売。第5回Aパート｢ベニショーガでござるの巻」は音声未収録となっており、一部話数ではエンディングが未収録となっている。

## 映画版
『ウメ星デンカ 宇宙の果てからパンパロパン!』
1994年3月12日公開。『ドラえもん のび太と夢幻三剣士』と同時上映。
1993年に本作のテレビアニメのリメイク企画が持ち上がり、そのパイロット版を兼ねて制作された映画版。キャラクターのデザインや性格描写を現代風にアレンジし、現代の子供に向けて親しみやすさをアピールしたが、前述の通り『クレヨンしんちゃん』が高視聴率だったこともあり（カラーでの）テレビアニメ化は見送られ、本作のリメイク企画は（結果的に）この作品のみで終了する格好となった。

### スタッフ
- 原作：藤子・F・不二雄
- 監督：やすみ哲夫
- 脚本：田中浩司
- レイアウト：木上益治
- 作画監督：岡田幸子
- 美術監督：宮野隆
- 撮影監督：熊谷正弘
- 録音監督：浦上靖夫
- 音楽：荒川敏行
- 演出：善聡一郎
- 動画チェック：佐々木郁子
- 色指定：照屋美和子
- 原画：上宇都辰夫、日下岳史、奥野隆弘、北之原孝将、森岡京、岩田昭宏、糸井美帆、松田洋子、石原立也、本城貴史、寺田和人、端由美子、笹井昌治、高橋博行
- 動画：三宅春彦、東野伊佐子、木田通夫、渡邊岳泰、川村恵美、上岡秀都、吉川かおり、橋詰理佳、村林千春、武本康弘
- 仕上：伊藤幸子、西原直美、今泉ひとみ、藤本さおり、松田利恵、辻本和代、西畑孝子、高木理恵
- 仕上検査：石田奈央美
- 特殊効果：土井通明
- 背景：鈴木朗、天水勝、土師勝弘、竹内恵、袖山卓也
- 撮影：角原幸枝、山田廣明、倉田佳美、木次美則、鈴木浩司、金子仁
- 編集：岡安肇、中葉由美子、小島俊彦、村井秀明、川崎晃洋、三宅圭貴
- 効果：横山正和
- 録音スタジオ：APUスタジオ
- 整音：大城久典、内山敬章、大谷陽一
- 録音制作：オーディオプランニングユー
- 制作アシスタント：降旗洋子
- 制作デスク：小澤恵
- ドルビーステレオコンサンタルト：森幹生
- タイトル：道川昭
- 現像：東京現像所
- 制作進行：八田陽子
- 制作デスク：齋藤敦
- プロデューサー：別紙壮一、増子相二郎、小泉美明
- 制作協力：藤子プロ、ASATSU
- 制作：シンエイ動画、小学館、テレビ朝日

### 声の出演
- デンカ：山田栄子
- 中村太郎：松井摩味
- ウメ星国王：中村正
- ウメ星王妃：一城みゆ希
- 太郎の父：江原正士
- 太郎の母：島本須美
- ベニショーガ：緒方賢一
- ゴンスケ：松尾銀三
- フグ田：菅原淳一
- サンカク：山口勝平
- 河合みよ子：西原久美子
- チビ子：まるたまり
- 家臣：中村秀利
- ガードマン：関智一

### 主題歌
- 『ウメ星の王子様』（作詞：白峰美津子／作曲：永井誠／編曲：渚十吾／歌：YUKA）

## シアターアニメ
タイトルは『ウメ星デンカ＆ドラえもん「パンパロパンのスッパッパ!」』。藤子・F・不二雄ミュージアム施設内にあるFシアターで、開館6周年の記念日にあたる2017年9月1日より短編映画として公開。アニメ化としては1994年の映画版から23年ぶりであり、前作に引き続き山田栄子がデンカ、一城みゆ希が王妃を演じるが、国王役は映画版でベニショーガ役だった緒方賢一が担当し、ベニショーガは辻親八に変更された。ストーリーは原作の「王国の生きる道」、「スッパラ祭り」を基にしており、ドラえもんが登場キャラクターとして加わっている。

### 声の出演（シアターアニメ版）
- デンカ : 山田栄子
- ウメ星王妃 : 一城みゆ希
- ウメ星国王：緒方賢一
- ベニショーガ：辻親八
- ゴンスケ：龍田直樹